# Verbascum omanense
Verbascum omanense är en flenörtsväxtart som beskrevs av Hub.-mor.. Verbascum omanense ingår i släktet kungsljus, och familjen flenörtsväxter. Inga underarter finns listade i Catalogue of Life.